# Syrrhopodon jungquilianus
Syrrhopodon jungquilianus là một loài rêu trong họ Calymperaceae. Loài này được Mitt. mô tả khoa học đầu tiên năm 1856.